# Свети Терапонт (Солун)
„Свети Терапонт“ (на гръцки: Αγίου Θεράποντος, Άη Θεράπη) е православна църква в македонския град Солун, Гърция, енорийски храм на Солунската епархия на Вселенската патриаршия, под управлението на Църквата на Гърция.
Храмът е разположен в квартала Като Тумба, на улица „Артаки“ № 1 и е кръстокуполен храм. Първата църква е построена след заселването на бежанците в Тумба през 1922 година и е наречена „Свети Терапонт“ по името на поклонническия храм в Бунарбаши, Смирненско. Основният камък на църквата е поставен на 11 юни 1924 година и тя е осветена в 1929 година и открита на 1 октомври 1933 година. Наричана е от местните жители „Ай Терапи“. С бързото нарастване на населението в района, се появява нужда от по-голям храм, който е започнат в 1949 година и завършен в 1951 година. Открита е от епископ Стефан Талантски на 31 октомври 1971 година. В храма се пази историческа икона на Свети Терапонт, запазена от турски ходжа след екзодуса на гръцкото население от Смирна в 1922 година и пренесена в Гърция през 1955 година от свещеник Йоанис Пицокос заедно със запазен потир. В храма се пазят и мощи на свети Терапонт и на свети Харалампий. Храмът има и още два освен централния на Свети Терапонт – на Свети Теона Солунски и на Свети Козма Етолийски, както и параклис на Свети Йосиф.
Параклис на храма е и църквичката „Света Ефросина“ в сиропиталището „Мегас Александрос“ между улиците „Олимпия“, „Григориос Ламбракис“ и „Павсилипос“, изградена в 1971 година.